# Anthemis cretica
Anthémis des montagnes
Espèce
Classification phylogénétique
L’Anthémis des montagnes ou Anthémis de Crète (Anthemis cretica) est une espèce de plantes à fleurs de la famille des Asteraceae.

## Synonymes
- Anthemis saxatilis
- Anthemis montana

## Description
Environ 10 à 30 cm. Capitule, l'inflorescence est jaune et les ligules sont blanches.

## Habitats
Jusqu'à 2 000 m d'altitude. Milieux ouverts.

## Biologie
Floraison de juin à septembre.